# Mela Meierhans
Mela Meierhans (* 28. August 1961 in Baar) ist eine Schweizer Komponistin.

## Leben
Mela Meierhans wuchs in Luzern auf. Als Tochter der Kunstmalerin Anna Maria Bürgi und des Neue Musik-Pioniers Kurt Meyerhans erhielt sie bereits in ihrem Elternhaus erste wichtige künstlerische Impulse in Bezug auf zeitgenössische Musik und Malerei.
1989 begann Meierhans Kompositionsaufträge zu übernehmen, u. a. von MaerzMusik, Lucerne Festival und Staatsoper Hannover. Von 1998 bis 2000 war sie als Gastkomponistin im Elektronischen Studio der Musik-Akademie der Stadt Basel tätig. Sie war Composer in Residence bei Basel Sinfonietta (2000) und auf Einladung von Pro Helvetia in Kairo (2008). Seit 2003 liegt der Schwerpunkt ihrer Arbeit auf dem Gebiet Musiktheater bzw. Musik im öffentlichen Raum.
2006 gründet sie das ensemble dialogue, ein Zusammenschluss aus Musikerinnen und Musikern, die neben klassischen auch traditionelle Instrumente der Volksmusik spielen sowie auch in der Improvisation zu Hause sind.
Mela Meierhans lebt in Berlin und Buckow/Brandenburg.

## Statements zum Werk
„Aneignung und Anverwandlung sind die Pfeiler von Mela Meierhans’ musikalischem Schaffen. Unbekümmert um eine Wiedererkennbarkeit des äußerlichen Klangs geht es der schweizerischen Komponistin darum, aus künstlerischen und kulturellen Kontexten musikalische Formen zu entwickeln. Nicht nur für Jazz-erfahrene, sondern auch symphonische Musikern schafft sie Improvisationskonzepte – stets ergibt sich ein musikalischer Raum, dessen Substanz in einer geistigen Durchgestaltung des Ausdrucks besteht. Ihre Musik heftet sich an vorgefundene Gegebenheiten an und entwickelt auf dieser Basis ein oft hochwirbelndes Eigenleben. Zwischen Konzertmusik, Musik mit Performance-Charakter und Musiktheater sind die Übergänge in ihrem Werk fließend.“

## Auszeichnungen (Auswahl)
- 1993: Werkpreis für Komposition von Stadt und Kanton Luzern
- 1997: Förderpreis des Kantons Zug
- 1998: 1. Preis Klassik-Signete Schweizer Radio DRS
- 2000/01: Composer-in-residence der „basel sinfonietta“
- 2001: Composer-of-the Week beim „Europäischen Musikmonat 2001“ in Basel
- 2001: Anerkennungspreis der Stadt Luzern[8]
- 2005: Berliner Kompositionsauftrag
- 2010/14: Bundeskulturstiftung D, Förderbeitrag für Rithaa, Shiva for Anne

## Kompositionen (Auswahl)
- 1996/97: RéSONANCE?! für Bassklarinette, Horn/Alphorn, Violoncello und Elektronik
- 1997–2001: NIGHTSELVES oder MEINE NACHT SCHLÄFT NICHT für grosses Orchester ohne Violinen, Uraufführung mit dem Sinfonieorchester Basel unter Mario Venzago.
- 1998/99: Canthus to Canthus für 4 Instrumente (ad lib), Stimme und Tonband
- 1999: ENIGMA für Ensemble, Stimme und Live-Elektronik
- 2000/01: différance I–V für grosses Orchester, Auftragskomposition der Basel Sinfonietta
- 2003: Prelude and Echo, Auftragskomposition des Lucerne Festivals für das Quartet Noir (Urs Leimgruber Sax., Fritz Hauser Drum, Joelle Léandre Bass/Voc., Marilyn Crispell Piano/Ebow)
- 2006: Tante Hänsi – Ein Jenseitsreigen I, Musiktheater
- 2010: Rithaa – Ein Jenseitsreigen II, Musiktheater
- 2013/14: shiva for anne – Ein Jenseitsreigen III, Musiktheater
- 2014/15: Tsuya Studies – Ein Jenseitsreigen IV, Musiktheater
- 2016: Penelopeia, Musiktheater

Quelle: